# Olive noire de Nyons
Les olives noires de Nyons sont protégées par une appellation d'origine contrôlée (AOC) depuis un décret pris par l'INAO, le 10 janvier 1994.

## Historique
Les recherches archéologiques ont montré que l’olivier sauvage était présent dans le bassin méditerranéen, il y a plus de 60 000 ans. En France, des feuilles fossilisées datées de 8 000 ans avant notre ère, ont été retrouvées à Roquevaire et à la Sainte-Baume. Le musée de l'olivier de Nyons possède un exemplaire de ces feuilles d’oliviers fossiles.
Justin, dans son Abrégé des histoires philippiques (Historiarum Philippicarum, Livre XLIII, chap. IV,1-2), un ouvrage qu'il présente dans sa préface comme un florilège des passages les plus importants et les plus intéressants du volumineux Historiæ phillippicæ et totius mundi origines et terræ situs rédigé par Trogue Pompée à l’époque d’Auguste, explique : « Sous l'influence des Phocéens, les Gaulois adoucirent et quittèrent leur barbarie et apprirent à mener une vie plus douce, à cultiver la terre et à entourer les villes de remparts. Ils s'habituèrent à vivre sous l'empire des lois plutôt que sous celui des armes, à tailler la vigne et à planter l'olivier, et le progrès des hommes et des choses fut si brillant qu'il semblait, non pas que la Grèce eût émigré en Gaule, mais que la Gaule eût passé dans la Grèce ».
Ce furent les Romains qui développèrent la culture de cet arbre ainsi que les méthodes pour confire les olives et d'extraire l'huile. Dans le Nyonsais le vestige le plus ancien, de la culture de l'olivier est une meule à huile ayant appartenu à une villa gallo-romaine du début du Ier siècle. 
Durant tout le Moyen Âge, l'huile d'olive va être peu utilisée, sauf le vendredi et samedi, jours de jeûne, et en Carême pour faire frire le poisson. Louis Stouff, spécialiste de l'histoire de l'alimentation, a constaté : « Dans les livres de compte l'huile d'olive est mentionnée uniquement pour trois aliments fèves, œufs et poisson frit. L'importance de l'huile tient uniquement aux 140 à 150 jours de jeûne ».  
Au XVIIe siècle, la culture de l'olivier dépassait économiquement celle des céréales. La vigne était réduite à la portion congrue, le vin produit correspondait à une consommation familiale. Par contre le commerce de l'huile d'olive était important et approvisionnait, via le Rhône, les provinces septentrionales. Mais l'olivier, arbre particulièrement sensible au froid, ne résista pas aux gels de 1709, 1766 et 1789. Au siècle suivant la sélection d'une variété résistante au froid, la tanche, permit aux oliveraies du Nyonsais et des Baronnies de survivre au gel de 1890.

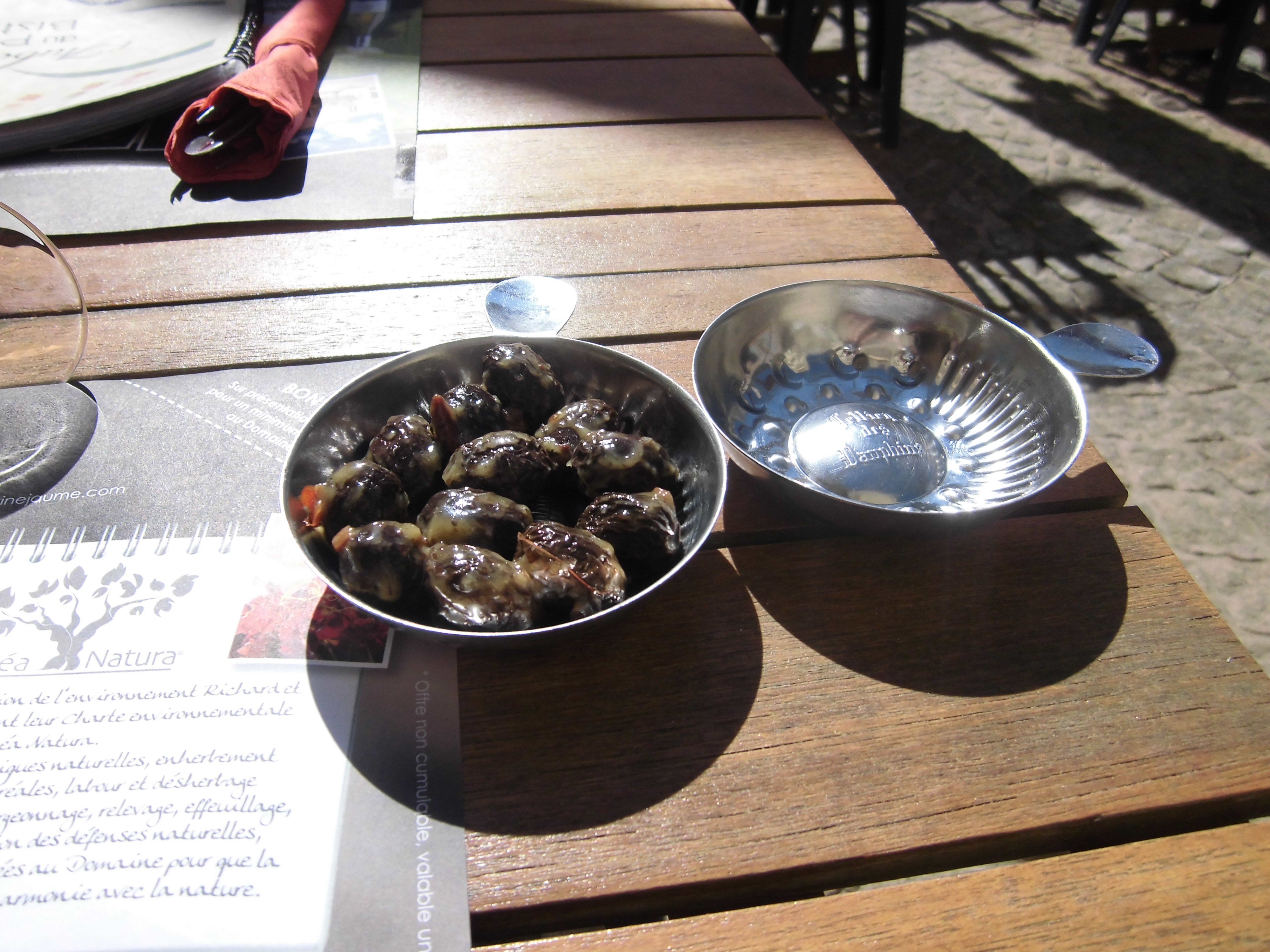
Olives noires de Nyons en tastevin

Mais les grands gels restèrent fatals. Alors qu'au début du XXe siècle, il était comptabilisé 1 000 000 d'oliviers environ, ils passèrent à 500 000 en 1929 puis à 250 000 après 1956 et à 220 000 en 1985. La concurrence des huiles de graines fit, de plus, baisser la demande et les oliveraies détruites furent remplacées par la vigne et les arbres fruitiers.
Un oléo-tourisme commence à se développer. Le Sentier des Oliviers à Nyons permet de découvrir sa culture à travers son arrivée dans les Baronnies, la fabrication de l'huile, la façon de la cultiver. Au cours de l'année, des manifestations scandent les différentes étapes liées à l'olive et à son huile comme L'huile d'olive en Fête, en janvier à Buis-les-Baronnies et la fête de l'Alicoque ou fête de l'huile d'olive nouvelle, à Nyons, ainsi que les Olivades en juillet à Nyons.

## Zone de production
La production s'étend sur deux départements :
Sud de la Drôme (35 communes) :
Arpavon, Aubres, Beauvoisin, Bénivay-Ollon, Buis-les-Baronnies, Châteauneuf-de-Bordette, Condorcet, Curnier, Eygaliers, Eyroles, Mérindol-les-Oliviers, Mirabel-aux-Baronnies, Mollans-sur-Ouvèze, Montaulieu, Montréal-les-Sources, Nyons, Le Pègue, La Penne-sur-l'Ouvèze, Piégon, Pierrelongue, Les Pilles, Plaisians, Propiac, La Roche-sur-le-Buis, Rousset-les-Vignes, Sahune, Saint-Ferréol-Trente-Pas, Saint-Maurice-sur-Eygues, Saint-May, Saint-Pantaléon-les-Vignes, Tulette, Venterol, Vercoiran, Villeperdrix, Vinsobres ;
Nord du Vaucluse (18 communes) :
Brantes, Buisson, Cairanne, Crestet, Entrechaux, Faucon, Malaucène, Puyméras, Rasteau, Roaix, Saint-Marcellin-lès-Vaison, Saint-Romain-en-Viennois, Saint-Roman-de-Malegarde, Séguret, Vaison-la-Romaine, Valréas, Villedieu, Visan.

## Conditions de production
Actuellement, la zone de production  se concentre sur Nyons, Venterol, Buis-les-Baronnies, Mirabel-aux-Baronnies, la Roche-sur-le-Buis et Piégon, ces sept communes représentant 60 % du verger. Ce verger est morcelé et d'une superficie moyenne d'un demi-hectare, soit 55 oliviers par parcelle environ. Si le recul des oliveraies au profit du vignoble a été accentué par le classement en AOC de Vinsobres (1937) et de Saint-Maurice-sur-Eygues (1949), l'obtention de l'appellation d'origine contrôlée pour les olives et l'huile d'olive de Nyons a inversé la tendance, permettant aux plantations de redémarrer. Bien que la production d'huile d'olive ne représente que 3 % de la consommation totale en France, elle ne cesse d'augmenter depuis les années 1980. 

### Données météorologiques
Les conditions climatiques sont celle du climat méditerranéen, dans sa limite nord.

### Terroir
Les sols sont de type sableux ou marno calcaire, drainant.

## Variétés
Les olives sont de la variété tanche. D'une teinte «bure de moine», leur noyau mesure environ 14 mm, avec une peau légèrement ridée à maturité. 

## Utilisation

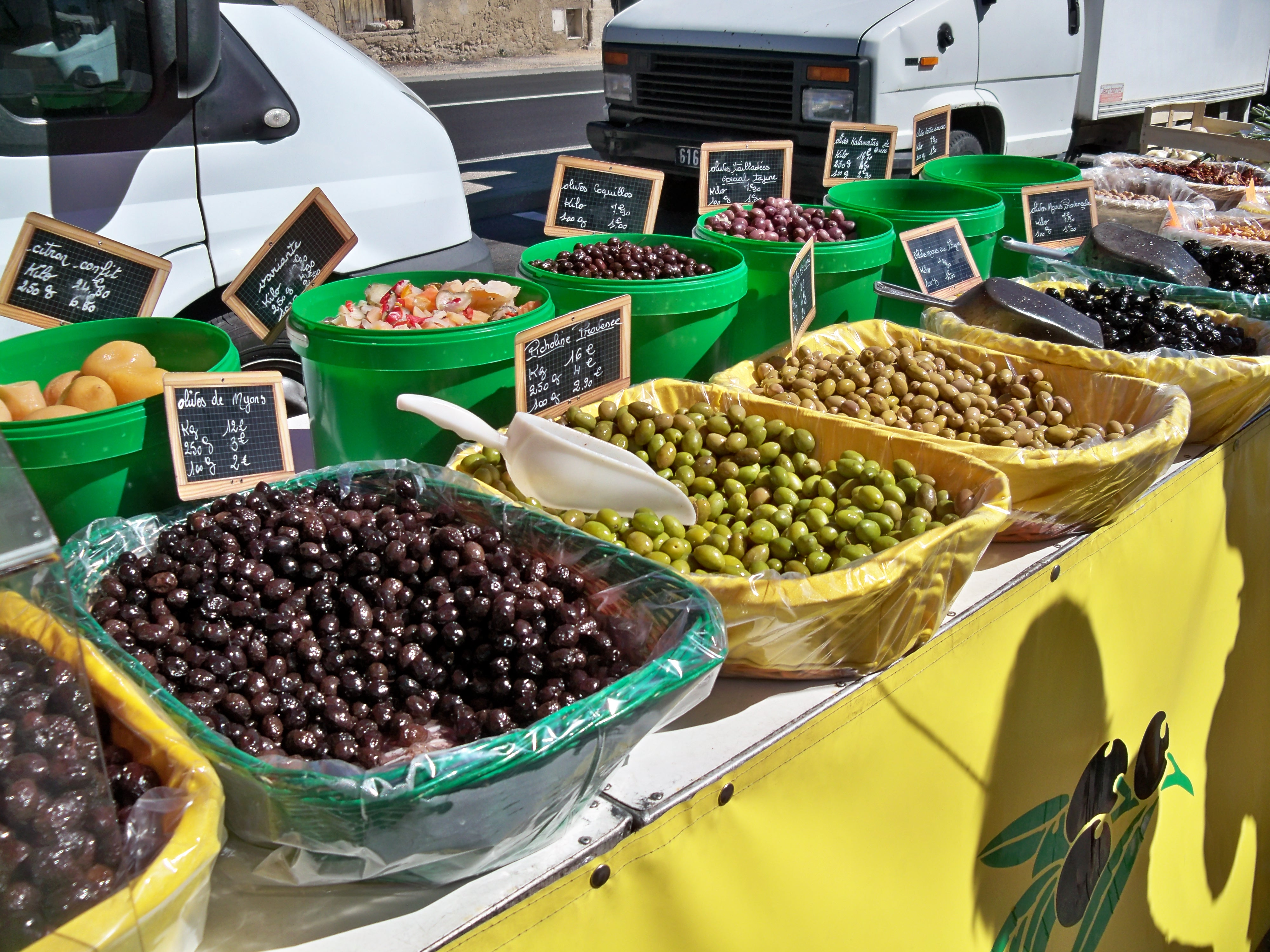
Sur un marché de Provence, olives noires de Nyons et picholines du Gard

Après la récolte, en novembre et décembre, elles sont triées, les plus petites étant destinées à l'huile d'olive de Nyons AOC, les plus grandes, pour la consommation de table. La préparation de ces dernières se fait selon 3 modes :
- confites par immersion de plusieurs mois dans la saumure ;
- confites par piquage et saupoudrage de sel ;
- confinement « au naturel ».

La production, sous forme d'huile ou pour la table, doit se faire dans les 4 jours après la récolte.